# 크랙 (1981년 영화)
크랙(Crac)은 캐나다에서 제작된 프레데릭 백 감독의 1981년 애니메이션 영화이다.프레드릭 백 등이 제작에 참여하였다.
1981년에 아카데미 단편 애니메이션상을 수상했다.